# Liste von Seelöwenbrunnen
In dieser Liste sind Seelöwenbrunnen aufgeführt, also Brunnen im öffentlichen Raum, die Seelöwen zum Thema haben.

## Seelöwenbrunnen

### Deutschland
| Bezeichnung                              | Bild           | Standort                                                             | Künstler     | Errichtung Einweihung | Weitere Informationen |
| ---------------------------------------- | -------------- | -------------------------------------------------------------------- | ------------ | --------------------- | --------------------- |
| Seelöwenbrunnen (Berlin-Charlottenburg)  | weitere Bilder | Berlin-Charlottenburg, Schloßstraße 26a (Lage)                       |              |                       |                       |
| Seelöwenbrunnen (Berlin-Friedrichsfelde) | weitere Bilder | Berlin-Friedrichsfelde, nördlich an der Cafeteria im Tierpark (Lage) | Otto Maerker | 1963                  |                       |
| Seelöwenplansche (Berlin-Plänterwald)    | weitere Bilder | Berlin, Treptow-Köpenick, Dammweg (Lage)                             |              | 1974                  |                       |
| Seelöwenbrunnen (Berlin-Wedding)         | weitere Bilder | Berlin-Wedding, Augustenburger Platz 1 (Lage)                        | Georg Wrba   |                       |                       |

### Weitere
| Bezeichnung                | Bild           | Standort                                      | Staat                          | Künstler         | Errichtung Einweihung | Weitere Informationen |
| -------------------------- | -------------- | --------------------------------------------- | ------------------------------ | ---------------- | --------------------- | --------------------- |
| Seelöwenbrunnen (Detroit)  |                | Detroit (Lage)                                | Vereinigte Staaten von Amerika |                  |                       |                       |
| Seelöwenbrunnen (Graz)     | weitere Bilder | Graz, Josef-Pongratz-Platz (Lage)             | Österreich                     | Walter Pochlatko | 1966                  |                       |
| Seelöwenbrunnen (Helsinki) | weitere Bilder | Helsinki, Kauppatori-Platz (Lage)             | Finnland                       | Ville Vallgren   | 1905–1908             |                       |
| Seelöwenbrunnen (Prag)     | weitere Bilder | Prag, Smíchov (Lage)                          | Tschechien                     | Jan Lauda        | 1953                  |                       |
| Seelöwenbrunnen (Uchta)    |                | Uchta, eine Stadt in der Republik Komi (Lage) | im Nordwesten Russlands        |                  |                       |                       |
| Seelöwenbrunnen (Zürich)   | weitere Bilder | Zürich (Lage)                                 | Schweiz                        | Ernst Dallmann   | 1938                  |                       |